# Melínoe
Melínoe (Μελινόη, Melinoé, «pensamiento oscuro»; de ‘melas’, «negro», y ‘noe’, «mente») era diosa o advocación ctónica invocada en uno de los himnos órficos. Es una entidad asociada a la locura y las pesadillas y tiene rasgos similares a Hécate y las Erinias. Según la única versión existente del mito, incluida en el uno de los Himnos órficos, se dice que era la hija de Zeus, quién se disfrazó de Hades y sedujo a Perséfone en el río Cocito. Por esto, el cuerpo de Melínoe era mitad luz y mitad oscuridad reflejando la luz de su padre, el rey del Monte Olimpo, Zeus y la reina del Inframundo, Perséfone:
«Invoco a Melínoe, doncella infernal de azafranado peplo, a la que dio a luz, en la desembocadura del Cocito, la venerable Perséfone en el sagrado lecho del crónida Zeus. Engañó éste a Plutón y se unió a ella con perfidia falaz, y en su furor desgarró la piel de dos colores de Perséfone, que empuja a los mortales a la locura con sus fantasmas aéreos, pues se manifiesta caracterizada en figura de apariencia impresionante, unas veces a la vista de todos, otras en medio de sombras, o bien también brillando en la oscuridad, mediante contactos hostiles en la noche tenebrosa. Mas, ea, diosa, soberana infernal, te suplico que envíes el desvarío del alma a los confines de la tierra y muestra un rostro amable y piadoso a tus iniciados». 
Prácticamente ese himno es el único testimonio en la literatura clásica de la existencia de esa deidad. Sus características son tan similares a las de Hécate que incluso en una inscripción aparece Melínoe como un mero epíteto de Hécate.
Melínoe aparece en una tablilla de bronce para el uso en el tipo de ritual privado, generalmente conocido como «magia». El estilo de las letras griegas de la tablilla, descubierta en Pérgamo, data de la primera mitad del siglo III d. C. El contenido de la lápida triangular reitera la triplicidad. Representa a tres diosas coronadas, cada una con la cabeza en ángulo y los pies hacia el centro. El nombre de la diosa aparece sobre su cabeza: Dione (ΔΙⲰΝΗ), Febe (ΦΟΙΒΙΗ) y la oscura Niquie (ΝΥΧΙΗ). Amibusa, una palabra que hace referencia a las fases de la luna, está escrita bajo los pies de cada diosa. Cada diosa está enmarcada en varias palabras mágicas: las inscripciones en torno a Dione y Niquie son palabras de encantamientos, en su mayoría intraducibles. Melínoe aparece en una triple invocación que forma parte de la inscripción en torno a Febe: «Oh Perséfone, oh Melínoe, oh Leucófrine». En los bordes del triángulo hay inscritos varios símbolos esotéricos.